# Kwang-tshóu-wan
Kwang-tshóu-wan var et af Frankrig i 1898 for 99 år forpagtet område på østkysten af halvøen Léi-tshóu i den kinesiske provins Kwang-tung, opkaldt efter bugten Kwang-tshóu, der var omkring 90 km i tværsnit, 10-24 m dyb og i syd beskyttet af øen Tung-hai. Området, som 1899 forøgedes med to øer i bugten, var omkring 700 km2 med i 1911 ca. 60.000 indbyggere og lød fra år 1900 under generalguvernøren over Fransk Indokina samt forvaltedes af en administrator. Det var delt i tre forvaltningsområder, men den kinesiske kommunale organisation blev bibeholdt.
Hovedhensigtet var franske ønsker om at udvikle sin handel i Sydkina, frem for alt fra Guangdong og ind over til Yunnan og Sichuan, og bygningen af jernbaner gennem dette område. Dette var også det område, man ville befæste som fransk indflydelsesområde i Kina som en forlængelse af Fransk Indokina mod nord. Frankrig havde sikret sig ret til der at anlægge en flådestation med kuldepot og havde påbegyndt at anlægge veje og planlagde en jernbane til Wu-tshóu ved Si-kiang. Vigtigst var frihavnen San-hwan ved Matse, lige over for Fort-Bayard. Import- og exportværdien opgjordes til omkring 2 mio. dollars.
I 1921 opgjordes antallet af indbyggere til 182.371, heraf 144 europæere.
Efter Frankrigs nederlag under 2. verdenskrigs tidlige fase (juni 1940) anerkendte Chiang Kai-sheks kinesiske regering Det fri Frankrig under Charles de Gaulle og tilkendte det suveræniteten over denne kinesiske enklave. Dermed var administrationen i Guangzhouwan loyal over for de vestlige allierede og fulgte ikke Fransk Indokina ind under Vichy-regimet. Men i februar 1943 blev området okkuperet af Japan, og den 30. juli 1943 afstod Vichy-Frankrig det formelt til Republikken Kinas reformerede regering under Wang Jing-wei, en japansk marionetregering som hverken var anerkendt af Det fri Frankrig eller Republikken Kina.
Formelt blev området afstået af Frankrig til Kina den 28. februar 1946.